# Аарон Ньїгес
Аарон Ньїгес (ісп. Aarón Ñíguez, нар. 26 квітня 1989, Ельче) — іспанський футболіст, півзахисник. Виступав за молодіжну збірну Іспанії.
Походить з футбольної родини, його брати Хонатан і Сауль також професійно займаються футболом.

## Клубна кар'єра
Народився 26 квітня 1989 року в місті Ельче. Вихованець футбольної школи клубу «Валенсія». З 2006 року почав потрапляти до заявки основної команди того ж клубу, проте в іграх Ла Ліги так й не дебютував. 
Натомість протягом 2007-2011 років змінив п'ять клубів, граючи на умовах оренди, — захищав кольори «Хереса», грецького «Іракліса», шотландського  «Рейнджерса», «Сельта Віго» і «Рекреатіво».
2011 року перейшов до друголігової «Альмерії», уклавши п'ятирічний контракт. Проте вже на початку 2013 року перейшов до іншого клубу Сегунди «Ельче». У першому ж сезоні в новій команді допоміг їй здобути підвищення у класі. 
У серпні 2015 року перебрався до Португалії, ставши гравцем місцевої «Браги». Протягом сезону взяв участь лише у 12 матчах португальської першості, після чого залишив команду, отримавши статус вільного агента.

## Виступи за збірні
2005 року дебютував у складі юнацької збірної Іспанії, взяв участь у 33 іграх на юнацькому рівні, відзначившись 14 забитими голами.
2009 року залучався до складу молодіжної збірної Іспанії. На молодіжному рівні зіграв у 15 офіційних матчах, забив 8 голів. Виборов чемпіонський титул на молодіжному чемпіонаті світу 2009.

## Титули і досягнення
- Володар Кубка Португалії (1):

«Брага»: 2015-16
- Володар Суперкубка Малайзії (1):

«Джохор Дарул Тазім»: 2019
Збірні
- Чемпіон Європи (U-19): 2007
- Переможець Кубка Меридіан: 2007
- Переможець Середземноморських ігор: 2009